# Oxalis simplicifolia
Oxalis simplicifolia är en harsyreväxtart som beskrevs av Lorence & W.L.Wagner. Oxalis simplicifolia ingår i släktet oxalisar, och familjen harsyreväxter. Inga underarter finns listade i Catalogue of Life.